# Comuna Prudî, Sovietskîi
Prudî (în ucraineană Пруди) este o comună în raionul Sovietskîi, Republica Autonomă Crimeea, Ucraina, formată din satele Prîvilne și Prudî (reședința).

## Demografie
Componența lingvistică a comunei Prudî
     Rusă (69,32%)
     Tătară crimeeană (17,44%)
     Ucraineană (7,72%)
     Alte limbi (0,12%)
Conform recensământului din 2001, majoritatea populației comunei Prudî era vorbitoare de rusă (69,32%), existând în minoritate și vorbitori de tătară crimeeană (17,44%) și ucraineană (7,72%).